# Luís de Velasco
Luís de Velasco y Ruiz de Alarcón (Carrión de los Condes, Palência, Espanha, 1511 - México, 31 de Julho de 1564) foi Vice-Rei interino de Navarra. Exerceu interinamente o vice-reinado de Navarra entre 1547 e 1548. Antes dele o cargo foi exercido por Álvaro de Mendoza. Seguiu-se-lhe pela 2ª vez o Duque de Maqueda.
Foi também senhor de Salinas de Pisuerga e o segundo Vice-rei de Nova Espanha entre 1550 e 1564.